# لادارفو
لادارفو (به بلغاری: Ladarevo) روستایی در بلغارستان است که در ساندانسکی واقع شده‌است.